# Eufronio Enrique Sahagún Santos
Eufronio Enrique Sahagún Santos (Valdearcos, Santas Martas, 27 de novembre de 1943) va ser un ciclista espanyol, que fou professional entre 1968 i 1974.

## Palmarès
- 1969
  - Vencedor de 2 etapes a la Volta a Guatemala
- 1970
  - Vencedor d'una etapa a la Volta a Llevant
- 1974
  - Vencedor d'una etapa als Tres dies de Leganés

### Resultats a la Volta a Espanya
- 1971. 13è de la classificació general
- 1972. 20è de la classificació general
- 1974. 51è de la classificació general.

### Resultats al Giro d'Itàlia
- 1970. 38è de la classificació general